# Avengers vs. X-Men
Avengers vs. X-Men (abreviado AvX) es un evento limitado de cómics publicado por Marvel Comics, que involucra el regreso de la Fuerza Fénix y la posterior guerra entre los Vengadores y los X-Men. El evento bimestral de doce números publicado por primera vez en abril de 2012 cuenta con una historia de Jason Aaron, Brian Michael Bendis, Ed Brubaker, Jonathan Hickman y Matt Fraction, y un equipo rotativo de artistas como John Romita Jr., Olivier Coipel y Adam Kubert.
El evento fue precedido por la serie limitada de cuatro números, Avengers: X-Sanction, de Jeph Loeb y Ed McGuinness, y Avengers vs. X-Men #0. El evento también está vinculado con la serie limitada, AVX: VS, descrita como el "libro de lucha" que expande muchas batallas que aparecen en las series principales, las series digitales, Avengers vs. X-Men: Infinite, y en un número de series en curso, incluyendo a Avengers, Avengers Academy, New Avengers, Secret Avengers, Uncanny X-Men, Wolverine and the X-Men y X-Men: Legacy. El evento será sucedido por la serie limitada, AvX: Consequences y A+X, las cuales contarán con una unión de Vengadores y X-Men diferentes a partir de la serie principal.
Se considera como el final de una etapa de la historia editorial de Marvel Comics de que se inició con Secret War en 2004, que incluye otros crossovers como Avengers Disassembled. House of M, Civil War, Second Coming entre otros. 
El final del crossover da origen a la nueva etapa de Marvel denominada Marvel NOW! con la nueva serie llamada Uncanny Avengers.

## Argumento

### Prólogo
Sam Alexander, un miembro de los Nova Corps, llega al planeta de Terrax con una advertencia, pero antes de que puede entregarla, Terrax lo involucra en una batalla. Sin embargo, la batalla se ve interrumpida por la llegada de la Fuerza Fénix, la amenaza que Alexander intentaba advertir. Terrax es aparentemente destruido como consecuencia a medida que Alexander escapa, quien retoma su misión y viaja a la Tierra, el siguiente planeta en la ruta.
Avengers - X-Saction
Cable (que fue dado por muerto en la saga Second Coming) regresa a un futuro desolado y muerto. Se encuentra con Blaquesmisth que le informa que ese futuro se produjo debido a la muerte de Hope Summers a manos de los Vengadores. Para evitar la muerte de Hope y el terrible futuro que le depara al mundo, Cable idea un plan para acabar a los Vengadores. Primero, atrae la atención de los Vengadores al derribar un avión de prisioneros. Mientras estos capturan a los reos fugados, Cable noquea y captura a Falcon. El Capitán América nota la ausencia de Falcón y sigue a Redwing (la mascota de Falcón) a la guarida de Cable, solo para ser emboscado y capturado. Después utiliza tecnología Stark traída del futuro para derribar a Iron Man, solo para ser atacado por Red Hulk. Cable logra derrotar a Red Hulk infectándolo con el virus Tecno-orgánico. Justo en ese momento llega Cíclope junto a Hope, que fueron traídos por Blaquesmith. Cíclope y Cable empiezan a discutir su forma de actuar, cuando son interrumpidos por Wolverine y Spider-Man. Mientras Cable lucha con ambos, Hope logra liberar a los Vengadores prisioneros, mientras Red Hulk logra sacarse el virus al elevar su temperatura al nivel de una bomba Gamma. Finalmente Cable es derrotado por los Vengadores y el propio virus en su organismo. Cíclope y el Capitán América acuerdan que Cable sea llevado a Utopía, solo cuando las armas se queden con los Vengadores. Ya en Utopía, Hope se lamenta los extremos que tuvo que llegar su padre adoptivo, pero al tocar el cuerpo infectado de Cable, se produce una manifestación de la Fuerza Fénix en Hope, con lo cual purga el virus del cuerpo de su padre ante la mirada atónita de Cíclope. En un plano astral, de un futuro cercano, Cable le informa a su padre que Hope es realmente el Fénix, y que la guerra contra los Vengadores es inminente. Cable concluye diciéndole a su padre que solo espera que tome la mejor decisión.

### Trama central
En Washington D. C., MODOK intenta asesinar a un excientífico de A.I.M., sin embargo, es rescatado por la Bruja Escarlata con la ayuda de Ms. Marvel y Spider-Woman. Después de la pelea, Ms. Marvel invita a la Bruja Escarlata a la mansión de los Vengadores, pero Vision la rechaza por sus acciones en la trama de Avengers Disassembled. Mientras tanto, en Utopía, Hope Summers se escapa para combatir el crimen en San Francisco, yendo contra los deseos de Cíclope. Ahí detiene a “The Serpent Society” de robar un banco. Cíclope y Emma Frost siguen a Hope hasta la escena, donde ella le dice a Cíclope que no debe preocuparse por protegerla, y que está preparada para la llegada del Fénix. 
Primer Acto ¨Ya vienen¨
En Nueva York, los Vengadores han sido convocados a una reunión. Un objeto se estrella en la ciudad, llevando a los Héroes Más Poderosos de la Tierra a la acción. Después de lidiar con el daño causado por el impacto, descubren que el objeto que cayó, era de hecho, Nova, quien crípticamente susurra “Ya viene”, antes de desmayarse. En Utopía, Cíclope entrena a Hope, mientras Emma Frost y Magneto los observan de lejos. Scott lleva a Hope al límite, causando que ésta manifieste el Fénix. Todos los presentes se sorprenden.
El Capitán América y Iron Man se reúnen con el presidente para informarle de la situación. La advertencia de Nova, los lleva a descubrir que la Fuerza Fénix se dirigía hacia la Tierra por un camino destructivo. Un grupo de Vengadores (Thor, Ms. Marvel, Visión, Protector, Valquiria, Bestia y Máquina de Guerra) es enviado para destruir o de otra forma, desviar el Fénix de su trayectoria: una misión suicida. De repente, una alarma los advierte sobre una llamarada del Fénix en la Tierra. Sin saberlo, es Hope. La Escuela Jean Grey está también en alerta, ya que Bestia ha ajustado alarmas similares.
El Capitán América habla con Wolverine en la escuela Jean Grey para pedir su ayuda a lo que Wolverine acepta. Mientras tanto en Utopía Cíclope se cuestiona sobre la llegada del Fenix a Hope, pensando en el renacimiento mutante, estando reunido con Emma Frost, Coloso, Namor y Magneto cuando Emma Frost se percata que el Capitán América ha llegado a Utopía, entonces Cíclope conversa con el Capitán América y le reprocha a este cuando los mutantes lo necesitaban (a los Avengers) pero nunca estuvieron, pero el Capitán América tratando de calmar las cosas le dijo que trabajasen juntos para detener al Fenix a lo que Cíclope respondió a lanzar un rayo óptico al Capitán, a lo que el Capitán América llamó a los Vengadores.
Segundo Acto ¨No más vengadores¨
Tercer Acto ¨Sólo puede quedar uno¨

### Relacionados
AVX - VS
Avengers vs. X-MenInfinite
Avengers
Avengers Academy
New Avengers
Secret Avengers
Uncanny X-Men
Wolverine and the X-Men
X-MenLegacy
- Datos: Q76790